# Renkoji
Der Guhōzan Renkōji ist ein buddhistischer Tempel der Nichiren-shū in Italien und repräsentiert zusammen mit dem Tempel in London diese auch in Europa. Der Name bedeutet sinngemäß: "Tempel, in dem die Lehren des Lotus Sūtra und der geheiligte Titel des Namu Myōhō Renge Kyō wie die Strahlen der Sonne leuchten".  Er befindet sich in der Gemeinde Cereseto, Provinz Alessandria im Piemont, 20 km nördlich von Asti unweit Mailands. Gegründet wurde er zunächst in Monza am 8. April 2005, dem Geburtstag Shakyamunis. 2010 wurde er nach Cereseto verlegt.  
Offizielles Oberhaupt und leitender Mönch ist der Gründer Rev. Shōryō Tarabini. Derzeit werden von diesem Tempel aus Gemeindegruppen und Novizen u. a. in Lyon, Paris, Málaga, Rom, Florenz und Neapel geleitet. Zudem veröffentlicht der Tempel in italienischer, englischer, französischer, spanischer, portugiesischer und deutscher Sprache. So gibt es Übersetzungen über Edizioni Renkoji aus dem Japanischen z. B. Die Liturgie der Nichiren Shū, erste Teile des Lotos-Sutra und andere Schriften. Diese werden über Lulu Self publishing veröffentlicht. Der Tempel engagiert sich auch lokal durch interreligiösen Austausch, Beteiligung an der Herstellung eines großen open-air Mandalas und durch eine Aktion zur Pflanzung von Kirschbäumen in und um die Stadt Cereseto, deren Name auf den Kirschbaum zurückgeht.
Hauptaufgabe des Tempels ist die Betreuung der Nichiren-shū-Gemeinden in Italien, Frankreich, Spanien, Portugal, Luxemburg, Griechenland, Polen aber auch in Teilen Afrikas sowie mittlerweile in Deutschland.
Der Renkoji Tempel ist Mitglied der Unione Buddhista Italiana.